# (400015) 2006 KH126
(400015) 2006 KH126 es un asteroide perteneciente al cinturón de asteroides, descubierto el 25 de mayo de 2006 por Paul Wiegert desde el Observatorios de Mauna Kea, Hawái, Estados Unidos.

## Designación y nombre
Designado provisionalmente como 2006 KH126.

## Características orbitales
2006 KH126 está situado a una distancia media del Sol de 2,448 ua, pudiendo alejarse hasta 2,897 ua y acercarse hasta 1,999 ua. Su excentricidad es 0,183 y la inclinación orbital 0,709 grados. Emplea 1399,53 días en completar una órbita alrededor del Sol.

## Características físicas
La magnitud absoluta de 2006 KH126 es 18,1.